# Велике (Хмільницький район)
Вели́ке (в минулому — Радзивіловка або Велика Радзивіловка) — село в Україні, у Глуховецькій громаді Хмільницького району Вінницької області.
Населення становить 303 осіб.
Раніше село називалось Радзивіловкою чи Великою Радзивіловкою.

## Історія
Л.Похилевич у своїй праці «Сказания о населенных местностях Киевской губернии» (1864) пише: 
|  | Радзивиловка, у двух верстах от Вернигородки;. Жителей обоего пола 282; земли 1391 десятина. Деревня эта недавно принадлежала Альберту Ротариушу, а нине Каминской. |

Станом на 1885 рік у колишньому власницькому селі Білопільської волості Бердичівського повіту Київської губернії мешкало 685 осіб, налічувалось 93 дворових господарства, існували каплиця, постоялий будинок, 2 водяних і вітряний млини.
За переписом 1897 року кількість мешканців зросла до 987 осіб (496 чоловічої статі та 491 — жіночої), з яких 628 — православної віри, 333 — римо-католицької.
Це перший населений пункт Вінницької області, що був звільнений від німецьких військ (25 грудня 1943 року).

## Люди
В селі народилася Лазанська Тамара Іванівна — український історик.